# Helen Grime
Helen Grime (nacida en 1981) es una compositora escocesa cuyo trabajo, Virga, estuvo seleccionado como uno de los diez mejores obras clásicas nuevas de la década de los 2000 por la Orquesta Nacional Escocesa.
Aunque nació en York, Inglaterra, los padres de Helen regresaron a Escocia y pasó su infancia en Ellon, Aberdeenshire. Sus abuelos eran profesores de música en Macduff, Aberdeenshire y su madre música enseñada en La escuela de Saint Margaret, Edimburgo.
En su juventud, Grime aprendió el oboe con John Anderson, mientras su hermana Frances aprendió violín. Helen empezó estudios de música con la edad de 9 años en la Escuela de Música del Edimburgo, y continuó con 17 en La escuela de Música de St Mary. También tocó en la Orquesta de Juventud Nacional de Escocia. Empezó a componer con 12 años, entre sus profesores de composición estaHafliði Hallgrímsson.
Grime continuó sus estudios en la Universidad Real de Música (RCM), donde  estudió composición con Julian Anderson y Edwin Roxburgh  y interpretaba oboe en el RCM Sinfonietta y RCM Orquesta Barroca. Ganó primero-honores de clase y el grado de un maestro del RCM en 2004.
Las composiciones de Grimes incluyen un concierto de oboe, que estreno ella misma, Virga (2007), encargado por la Orquesta de Sinfonía del Londres., Una Primavera Fría (2009) encargada por Birmingham Grupo de Música Contemporánea y premiada el 20 junio en Aldeburgh Festival, dirigida por Oliver Knussen.
Grime fue nombrada Miembro del Orden del Imperio británico (MBE) en el 2020 Año Nuevo Honores para servicios a música.

## Obras
Ópera
- Doorstepping Susanna, Ópera de Cuarto para soprano, tenor, bajo, clarinete de bajo, contrabajo y percusión (2002)

Orquestal
- Virga (2007)[8]
- Everyone Sang (2010)
- Night Songs (2012)
- Near Midnight (2013)
- Two Eardley Pictures for Orchestra (1. Catterline En Invierno, 2. Snow) (2016)

Concertante
- Concierto de oboe (2003)
- Concierto de clarinete (2009)[9]
- Concierto de violín (2016)[10]
- Concierto de percusión (2019)[11]

Cámara y conjunto instrumental
- 5 Miniaturas (1996)[6]
- Quinteto para flauta, clarinete, violín, cello y piano (2002)
- Idilio para violín y piano (2003)
- Blurred Edges para flauta (piccolo), clarinete (clarinete de graves), violín, cello, arpa y piano (2004)
- Chasing Butterflies para 100 violas (8-separar ensemble) (2004)
- Canción para Siete Instrumentos (2004)
- Cuarteto (2004)
- Elegiac Inflections para viento ensemble (2005)
- 5 Movimientos para cello y piano (2005)
- YKSITOISTA para ensemble contemporáneo (2005)
- Into the Faded Air para 2 violín, 2 violas y 2 cellos (2007)
- The Brook Sings Loud para violín, cello y piano (2008)
- Trío para piano (2008)
- A Cold Spring para cuarto ensemble (2009)[12]
- To See the Summer Sky para violín y viola (2009)[9]
- Fantasie, Danse, Cérémonie para flauta y arpa (2010)
- 7 Pierrot Miniatures para flauta (piccolo), clarinete (clarinete bajo), violín (viola), cello y piano (2010)[13]
- Luna Para flauta, oboe, clarinete, cuerno, percusión y piano (2011)
- Cuarteto de oboe (2012)
- Cuarteto de cuerda Ningún 1 (2014)

Piano
- The Flash of Fireflies in Folds of Darkness (2004)
- Harp of the North (2004)
- Entwined Channels para 2 pianos (2006)
- 10 Miniaturas (2009)

Vocal
- A Vision para soprano, clarinete, violín y cello (2000)
- A Last Look Buscar soprano y piano (2002)
- In the Mist para tenor y piano (2008)
- Nobody Comes para voz y piano (2008)

Coral
- Lachymae para coro a cappella (2005)